# Здание коммерческого училища (Шахты)
Здание коммерческого училища — памятник архитектуры в городе Шахты Ростовской области. Расположено по адресу ул. Шевченко, 151, литер А на пересечении с проспектом Василия Алексеева. Кирпичное двухэтажное здание бывшего коммерческого училища построено в 1904 году. Его фасад украшает особая кирпичная кладка. Имеются два ризалита по обеим сторонам от главного входа в здание.
Памятник архитектуры регионального значения № 6130555000.